# Château Bravoure
Chateau Bravoure was een televisieprogramma van VTM uit 2004. Toen werd het gepresenteerd door Dina Tersago.
In het programma voerden twaalf senioren een revue op in de Bourlaschouwburg in Antwerpen. De repetities werden gedaan in kasteel Gasterbos, en werden op televisie uitgezonden.
De uitzendingen van het programma waren op de maandagavond.